# Новотроицкое сельское поселение (Саргатский район)
Се́льское поселе́ние Новотроицкое — муниципальное образование в Саргатском районе Омской области Российской Федерации.
Административный центр — село Новотроицк.

## История
Статус и границы сельского поселения установлены Законом Омской области от 30 июля 2004 года № 548-ОЗ «О границах и статусе муниципальных образований Омской области».

## Население
| 2010  | 2011  | 2012  | 2013  | 2014  | 2015  | 2016  |
| ----- | ----- | ----- | ----- | ----- | ----- | ----- |
| 1809  | ↘1802 | ↘1773 | ↘1758 | ↘1740 | ↘1702 | ↘1660 |
| 2017  | 2018  | 2019  | 2020  | 2021  | 2023  |       |
| ↘1623 | ↘1575 | →1575 | ↘1570 | ↘1025 | ↘981  |       |

## Состав сельского поселения
| № | Населённый пункт | Тип населённого пункта       | Население |
| - | ---------------- | ---------------------------- | --------- |
| 1 | Алексеевка       | деревня                      | ↘108      |
| 2 | Балангуль        | аул                          | 10        |
| 3 | Большешипицыно   | деревня                      | ↘71       |
| 4 | Галицыно         | деревня                      | ↘100      |
| 5 | Десподзиновка    | деревня                      | ↗453      |
| 6 | Индеры           | деревня                      | ↘103      |
| 7 | Куртайлы         | деревня                      | ↘67       |
| 8 | Новотроицк       | село, административный центр | ↗804      |
| 9 | Плоское          | деревня                      | ↘93       |